# Кенде (титул)
Кенде (венг. kende), кюндю (венг. kündü) — титул венгерского вождя федерации венгерских племён в IX—X веках.
Упоминается впервые в письменных источниках в книге восточного учёного-энциклопедиста конца IX — первой трети X века Ибн Руста «Китаб ал-алак ан-нафиса» («Книга драгоценных ожерелий»): «Мадьяры — это тюркское племя. Глава их выступает в поход с 20 000 всадников и называется кенде. Это титул царя их».
Связан с титулом кюндю/кюндя — князь или вождь у тюрок в эпоху I и II Великих Каганатов, с восточно-тюркским культом божественного Кузнеца.